# Plagiochila geniculata
Plagiochila geniculata là một loài rêu trong họ Plagiochilaceae. Loài này được Lindenb. mô tả khoa học đầu tiên.
Danh pháp khoa học của loài này chưa được làm sáng tỏ. 